# Korșîlivka, Pidvolociîsk
Korșîlivka (în ucraineană Коршилівка) este un sat în comuna Supranivka din raionul Pidvolociîsk, regiunea Ternopil, Ucraina.

## Demografie
Componența lingvistică a localității Korșîlivka
     Ucraineană (100%)
Conform recensământului din 2001, toată populația localității Korșîlivka era vorbitoare de ucraineană (100%).